# Pogonik
Pogonik je naselje v Občini Litija. Ustanovljeno je bilo leta 1995 iz dela ozemlja naselja Podšentjur. Leta 2015 je imelo pet prebivalcev.